# Hödenauersee
Der Hödenauersee ist ein Baggersee auf dem Gebiet der Gemeinde Kiefersfelden im Landkreis Rosenheim in Bayern. Er entstand, wie der nahegelegene Kieferer See und Kreutsee, beim Bau der Inntalautobahn und ist einer der wärmsten im Landkreis.
Der Hödenauersee liegt im Landschaftsschutzgebiet Inntal Süd (LSG-00595.01).

## Freizeitgelände

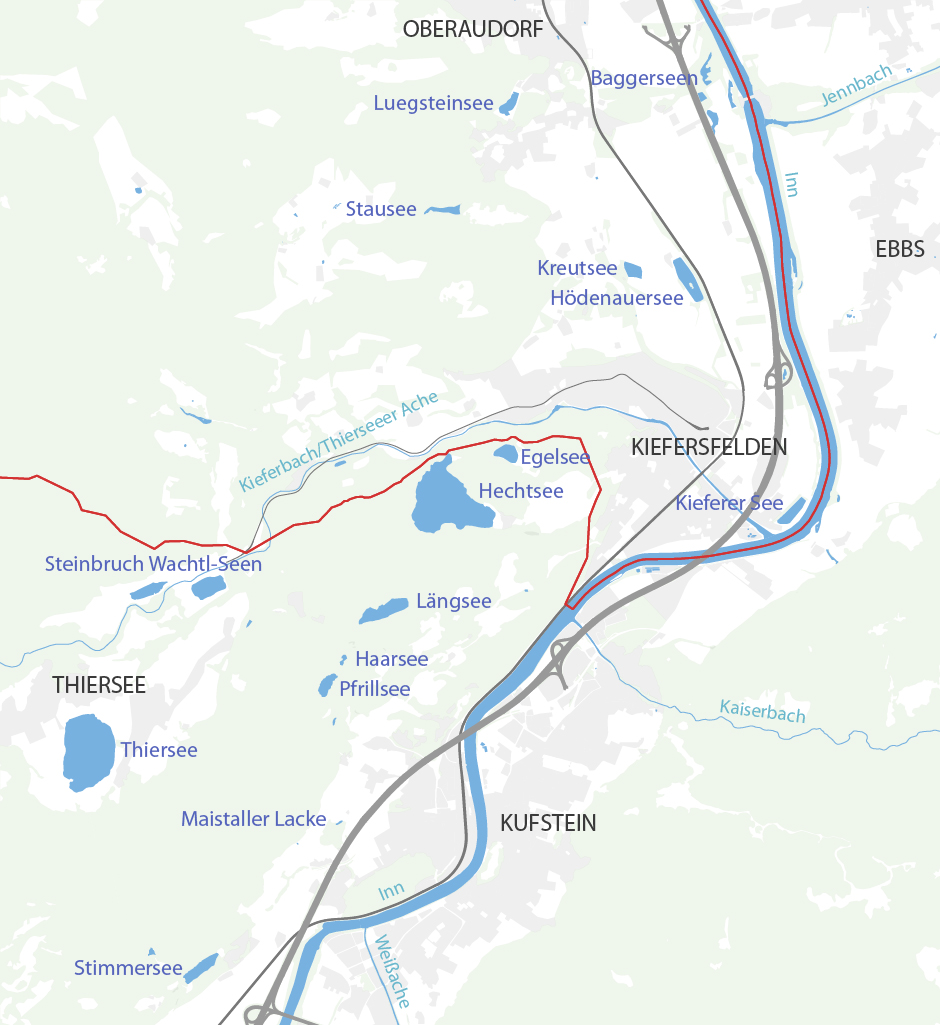
Seen um Kufstein und Kiefersfelden

Am Hödenauersee befindet sich seit über 40 Jahren eine Wasserskianlage, die zu den ersten Liftanlagen in Deutschland gehörte. Am See gibt es zudem einen Badebereich mit Liegewiesen, einen Beachvolleyball- und einen Soccer-Platz. Zudem laden eine Sonnenterrasse und eine Relax-Lounge zum Entspannen ein. Der See ist durch die Nähe zur Stadt bei der Kufsteiner Bevölkerung beliebt.